# Enipo tarasovi
Enipo tarasovi är en ringmaskart som först beskrevs av Annenkova 1937.  Enipo tarasovi ingår i släktet Enipo och familjen Polynoidae. Inga underarter finns listade i Catalogue of Life.